# Ganeas (Ganeas)
Ganeas is een bestuurslaag in het regentschap Sumedang van de provincie West-Java, Indonesië. Ganeas telt 4304 inwoners (volkstelling 2010).